# Asel
Asel (llatí: Asellus 'petit ase', 'aset') fou un cognomen que utilitzaren diverses famílies de la gens Ànnia i la gens Clàudia, i també per la branca plebea dels Cornelis.
Entre els portadors d'aques cognomen, els més destacats són: 
- Tiberi Claudi Asel, pretor el 206 aC.
- Tiberi Claudi Asel, tribú de la plebs el 139 aC.
- Publi Anni Asel, senador romà víctima dels abusos de Verres.